# Henning von Vieregge (Offizier)
Henning von Vieregge (* 27. August 1872 in Steinhausen bei Neuburg; † 3. Mai 1945 ebenda) war ein deutscher Offizier und einer der führenden Funktionäre des Stahlhelms, Bund der Frontsoldaten in der Spätphase der Weimarer Republik.

## Leben
Vieregge entstammte der mecklenburgischen Uradelsfamilie von Viereck/Vieregge, sein Vater war der Fideikommissherr Leopold von Vieregge-Steinhausen, seine Mutter Agnes Freiin von Gutschmidt. Er wurde zunächst Berufssoldat in der Preußischen Armee und erhielt am 20. September 1890 sein Patent als Sekondeleutnant. Im weiteren Verlauf seiner Militärkarriere wurde er am 1. Oktober 1913 zum Major befördert und diente während des Ersten Weltkriegs im Stab des Infanterie-Regiments „von Manstein“ (Schleswigsches) Nr. 84. Nach Kriegsende schied Vieregge als Oberstleutnant aus dem aktiven Dienst. Stattdessen ließ er sich spätestens nach dem Tod seines Bruders Oberstleutnant Otto von Vieregge 1931 dauerhaft als Landwirt auf seinem Familiengut Steinhausen in der Nähe von Wismar nieder. Die Größe des alten Lehngutes betrug 537 ha Land. Politisch betätigte er sich seit den 1920er Jahren in führender Stellung im Stahlhelm Bund der Frontsoldaten, in dem er 1932 zum Landesführer in Mecklenburg aufstieg, eine Funktion, die er bis 1934 beibehielt.
Am 1. März 1934 wurde Vieregge nach der Eingliederung des Stahlhelms in die nationalsozialistische SA zum SA-Ehrenbrigadeführer ernannt und der SA-Brigade Hansa zugeteilt. Da die regionalen Parteistellen ihn als einen Monarchisten sahen, der von seinem Gut aus gegen die Partei arbeite, waren seine Beziehungen zur NSDAP äußerst gespannt. Der Gauleiter Friedrich Hildebrandt schrieb in einem Bericht über Vieregge, dieser werde „nie den Führer bejahen und nie den nationalsozialistischen Staat anerkennen“. Die Kreisleitung der Partei hatte zuvor geklagt, dass es ihr nicht gelungen sei, auf Gut Steinhausen Fuß zu fassen, da die dortigen Mitarbeiter befürchten würden, von Vieregge nach einer Annäherung an die Partei entlassen zu werden. Die von Vieregge im November 1935 beantragte NSDAP-Mitgliedschaft wurde ihm verwehrt. Aus der SA wurde er im August 1936 als SA-Brigadeführer entlassen.
Während des Zweiten Weltkriegs wurden zahlreiche Kriegsgefangene als Arbeitskräfte auf Vieregges Gut beschäftigt.
Vieregge tötete sich im Mai 1945, unmittelbar vor dem Ende des Krieges, auf seinem Gut bei Neuburg während der Plünderung seines Hauses durch Angehörige der Roten Armee durch Selbstvergiftung mit Morphium. Seine Ehefrau, die ebenfalls Gift genommen hatte, konnte gerettet werden. Vieregge wurde in seinem Garten beigesetzt.

### Familie
Vieregge war in erster Ehe mit Elsa Goehtz liiert, geschieden 1916. Seit 1923 war er verheiratet mit Elisabeth (Lisa) Amalie Hedwig Martha von Oertzen (* 20. Juni 1896 in Briggow; † 20. Mai 1968 in Bonn). Da die Ehe kinderlos blieb, adoptierte das Ehepaar 1933 ihren Großneffen Konrad von Vieregge (1921–2003) als Erben. Er trug fortan den Namen Konrad von Vieregge.